# Takahiro Kunimoto
Takahiro Kunimoto (邦本 宜裕?, Kunimoto Takahiro; Kitakyūshū, 8 ottobre 1997) è un calciatore giapponese, attaccante del Liaoning Tieren.

## Carriera
Ha giocato nella massima serie dei campionati giapponese e sudcoreano con Avispa Fukuoka, Gyeongnam e Jeonbuk Hyundai.

## Statistiche

### Presenze e reti nei club
Statistiche aggiornate al 27 maggio 2023.
| Stagione               | Squadra                | Campionato             | Campionato | Campionato | Coppa nazionale | Coppa nazionale | Coppa nazionale | Coppe continentali | Coppe continentali | Coppe continentali | Altre coppe | Altre coppe | Altre coppe | Totale | Totale |
| Stagione               | Squadra                | Comp                   | Pres       | Reti       | Comp            | Pres            | Reti            | Comp               | Pres               | Reti               | Comp        | Pres        | Reti        | Pres   | Reti   |
| ---------------------- | ---------------------- | ---------------------- | ---------- | ---------- | --------------- | --------------- | --------------- | ------------------ | ------------------ | ------------------ | ----------- | ----------- | ----------- | ------ | ------ |
| 2013                   | Urawa Reds             | J1                     | 0          | 0          | CdL+CI          | 0+1             | 0+1             | ACL                | 0                  | 0                  | -           | -           | -           | 1      | 1      |
| mar.-ago. 2015         | J. League U-22         | J3                     | 3          | 0          | -               | -               | -               | -                  | -                  | -                  | -           | -           | -           | 3      | 0      |
| 2015                   | Avispa Fukuoka         | J2                     | 4          | 0          | CI              | 0               | 0               |                    | -                  | -                  |             | -           | -           | 4      | 0      |
| 2016                   | Avispa Fukuoka         | J1                     | 20         | 1          | CdL+CI          | 6+2             | 0+3             | -                  | -                  | -                  | -           | -           | -           | 28     | 4      |
| gen.-mag. 2017         | Avispa Fukuoka         | J2                     | 1          | 0          | -               | -               | -               | -                  | -                  | -                  | -           | -           | -           | 1      | 0      |
| Totale Avispa Fukuoka  | Totale Avispa Fukuoka  | Totale Avispa Fukuoka  | 25         | 1          |                 | 8               | 3               |                    | -                  | -                  |             | -           | -           | 33     | 4      |
| 2018                   | Gyeongnam              | KL1                    | 30+5       | 4+1        | CCS             | 1               | 0               | -                  | -                  | -                  | -           | -           | -           | 36     | 5      |
| 2019                   | Gyeongnam              | KL1                    | 21+7       | 2+0        | CCS             | 1               | 0               | ACL                | 4                  | 2                  | -           | -           | -           | 33     | 4      |
| Totale Gyeongnam       | Totale Gyeongnam       | Totale Gyeongnam       | 63         | 7          |                 | 2               | 0               |                    | 4                  | 2                  |             | -           | -           | 69     | 9      |
| 2020                   | Jeonbuk Hyundai        | KL1                    | 20+5       | 1+1        | CCS             | 4               | 1               | ACL                | 2                  | 0                  | -           | -           | -           | 31     | 3      |
| 2021                   | Jeonbuk Hyundai        | KL1                    | 20+5       | 3+1        | CCS             | 1               | 0               | ACL                | 8                  | 2                  | -           | -           | -           | 34     | 6      |
| gen.-lug. 2022         | Jeonbuk Hyundai        | KL1                    | 14         | 4          | CCS             | 1               | 0               | ACL                | 3                  | 0                  | -           | -           | -           | 18     | 4      |
| Totale Jeonbuk Hyundai | Totale Jeonbuk Hyundai | Totale Jeonbuk Hyundai | 64         | 10         |                 | 6               | 1               |                    | 13                 | 2                  |             | -           | -           | 83     | 13     |
| 2022-2023              | Casa Pia               | PL                     | 24         | 1          | TP+TL           | 1+1             | 0               | -                  | -                  | -                  | -           | -           | -           | 26     | 1      |
| Totale carriera        | Totale carriera        | Totale carriera        | 179        | 19         |                 | 19              | 5               |                    | 17                 | 4                  |             | -           | -           | 215    | 28     |